# Цой Юн Хон
Цой Юн Хон, другой вариант — Цой Юн-Хон (20 февраля 1911 года, деревня Кит, Ольгинский уезд, Приморская область, Приамурский край — 16 июня 1998 года, Село Андас батыра, Меркенский район, Жамбылская область, Казахстан) — бригадир колхоза «Гигант» Чиилийского района Кзыл-Ординской области, Казахская ССР. Герой Социалистического Труда (1950).

## Биография
Родился в 1911 году в Приморской области.
В 1925 году окончил четыре класса начальной корейской школы в селе Каркаменка. С 1929 года начал свою трудовую деятельность в колхозе «Красный Авангард» в селе Каркаменка. В 1936 году окончил корейскую партийную школу в городе Ворошилов, после которой продолжил трудиться в колхозе «Красный Авангард». После депортации корейцев в 1937 году был определён на спецпоселение в Южно-Казахстанской области, Казахская ССР. С 1937 по 1961 года работал разнорабочим, звеньевым, заведующим фермой, заместителем председателя колхоза «Гигант» Чиилийского района. В 1940 году вступил в ВКП(б).
В 1949 году звено под руководством Цой Юн Хона собрало в среднем по 84,3 центнеров кукурузы с каждого гектара на участке площадью 5,5 гектаров. Указом Президиума Верховного Совета СССР от 21 июня 1950 года удостоен звания Героя Социалистического Труда с вручением ордена Ленина и золотой медали «Серп и Молот».
В 1961 году был переехал в Джамбульскую область, где до 1971 года работал в колхозе «Победа» Меркенского района.
Последние годы своей жизни проживал в селе Андас батыра Меркенского района, где скончался в 1998 году.
Память
- В Центральном парке культуры и отдыха в городе Мерке установлена стела в честь Цой Юн Хона.

Награды
- Герой Социалистического Труда
- Орден Ленина — дважды (1949, 1950)
- Медаль «За доблестный труд в Великой Отечественной войне 1941—1945 гг.»
- Медаль «В ознаменование 100-летия со дня рождения Владимира Ильича Ленина»
- Отличник сельского хозяйства СССР